# Crécy-en-Ponthieu
 Crécy-en-Ponthieu  (pronunciado /kʁesi ɑ̃pɔ̃tjø/) es una población y comuna francesa, en la región de Picardía, departamento de Somme, en el distrito de Abbeville y cantón de Crécy-en-Ponthieu.

## Demografía
| 1599 | 1564 | 1595 | 1583 | 1491 | 1577 |
| Para los censos de 1962 a 1999 la población legal corresponde a la población sin duplicidades (Fuente: INSEE [Consultar]) |      |      |      |      |      |